# Shasta County
Shasta County je okres na severu státu Kalifornie v USA. K roku 2010 zde žilo 177 223 obyvatel. Správním městem okresu je Redding. Celková rozloha okresu činí 9 964,8 km², z čehož 161,2 km² tvoří vodní plocha.

## Sousední okresy
| Růžice kompasu |                | Siskiyou County | Modoc County  | Růžice kompasu |
| Růžice kompasu | Trinity County | Sever           | Lassen County | Růžice kompasu |
| Růžice kompasu | Trinity County | Shasta County   | Lassen County | Růžice kompasu |
| Růžice kompasu | Trinity County | Jih             | Lassen County | Růžice kompasu |
| Růžice kompasu |                | Tehama County   | Plumas County | Růžice kompasu |